# Dhaulagiri Himal
Pour les articles homonymes, voir Dhaulagiri (homonymie).
Le Dhaulagiri Himal, ou massif du Dhaulagiri, est un massif de montagnes de l'Himalaya situé au Népal et comprenant le septième plus haut sommet du monde, le Dhaulagiri I qui culmine à 8 167 mètres d'altitude. Ses principaux sommets ont été gravis pour la première fois entre le début des années 1960 et le milieu des années 1970.

## Toponymie
Le nom « Dhaulagiri », d'après le point culminant du massif, vient du sanskrit धौलागिरी (dhaulāgirī) et dérive de धवल (dhawala), « éblouissant, blanc, beau », et de गिरि (giri), « montagne », soit la « montagne éblouissante ».

## Géographie
Le Dhaulagiri Himal se situe dans le centre du Népal, entre les districts de Myagdi et de Mustang dans la province de Gandaki Pradesh. Au sein de l'Himalaya, il est voisin des massifs des Annapurnas et du Damodar Himal, dont il est séparé à l'est par la rivière Kali Gandaki qui descend du Mustang au nord ; au nord, il est bordé par les massifs du Kanjiroba Himal, du Dolpo Himal et du Mustang Himal. Il culmine à 8 167 mètres d'altitude au Dhaulagiri I. Outre le Dhaulagiri II (de) (7 751 mètres) et les sommets secondaires Dhaulagiri III (7 715 mètres), Dhaulagiri IV (7 661 mètres), Dhaulagiri V (7 618 mètres) et Dhaulagiri VI (7 268 mètres), on dénombre d'autres « 7 000 », dont le Churen Himal (de) (7 385 mètres), le Putha Hiunchuli (de) (7 246 mètres) et le Gurja Himal (de) (7 199 mètres).

Vue du massif depuis Poon Hill avec, entre autres, de gauche à droite : le Gurja Himal, le Dhaulagiri, le Dhaulagiri IV, le Dhaulagiri, le Dhaulagiri III, le Dhaulagiri II, le Dhaulagiri et le pic Tukuche.

## Histoire

### DhaulagiriI(8167 m)
- 1960[12] - Première ascension par Albin Schelbert, Kurt Diemberger, Ernst Forrer, Peter Diener et leurs deux guides, membres d'une expédition suisse dirigée par le Lucernois Max Eiselin, le 13 mai[13].

### DhaulagiriII(7 751m)
- 1971[12] - Première ascension par Adi Huber, Adolf Weissensteiner, Ronald Fear et le Sherpa Jagambu, le 18 mai.

### DhaulagiriIII(7 715m)
- 1973[12] -  Première ascension par une expédition allemande dirigée par Klaus Schreckenbach.

### DhaulagiriIV(7 661m)
- 1970 - Première ascension par une expédition japonaise conduite par T. Numora.

### DhaulagiriV(7 618m)
- 1975[12] - Première ascension par M. Morioka et le Sherpa Pembu Tsering.

### Churen Himal Central (7 385m)
- 1970 - Première ascension le 24 octobre par une expédition japonaise du Club alpin académique de Shizuoka dirigée par Takashi Sezizawa.

### Churen Himal Est (7 371m)
- 1970[12] - Première ascension le 26 octobre par une expédition japonaise du Club alpin académique de Shizuoka dirigée par Takashi Sezizawa.

### Churen Himal Ouest (7 371m)
- 1970 - Première ascension par une expédition sud-coréenne dirigée par Kim Jung.

### DhaulagiriVI(7 268m)
- 1971 - Première ascension par Nakamura, Kimura, Yamamura et Kawazu, le 17 avril.